# آدام کوهن
آدام کوهن (انگلیسی: Adam Cohen؛ زادهٔ ۱۸ سپتامبر ۱۹۷۲) در مونترآل کانادا یک خواننده، آهنگساز، ترانه‌سرا و تهیه‌کننده موسیقی است. او فرزند هنرمند شهیر اهل کانادا، لئونارد کوهن است.